# Frédéric Ier de Luzzara
Frédéric Ier de Gonzague de Luzzara (mort en 1630) est un aristocrate et militaire italien.
Il est le fils de Prosper de Luzzara et Isabelle de Gonzague-Pirro.
Il entre dans la carrière des armes au service des Gonzague de Mantoue. En 1597 il est au côté du duc Vincent Ier de Mantoue dans la guerre contre les Turcs. Il devient commandant en chef de la milice du duché de Mantoue en 1627 sous le duc Vincent II de Mantoue. Il prend parti contre les Gonzague-Nevers et la mort du duc Vincent, est écarté du pouvoir par la cour des Gonzague.
Il meurt en 1630.

## Descendance
Frédéric épouse en premières noces Élisabeth de Gonzague (?-1620), fille de Frédéric de Gonzague, marquis de Poviglio, dont il a sept enfants :
- François (?-1670), religieux
- Eleonora
- Louis Ier de Luzzara (1602-1666), son successeur
- Giulia
- Ferdinand
- Silvia
- Prospero (1607-1675)

Il se marie en secondes noces avec Fulvia de Basilio, fille du comte de Collalto, avec qui il a un fils Basile (1607-1702).